# Eleição legislativa da França em 2022
As eleições legislativas francesas de 2022 foram realizadas em 12 e 19 de junho de 2022 para eleger os 577 deputados da 15ª legislatura da Assembleia Nacional. O sistema eleitoral adotado é majoritário, se organiza em dois turnos e permite a todos os candidatos que obtenham mais de 12,5% dos votos dos eleitores totais inscritos possam concorrer na segunda volta.
As eleições ocorreram poucas semanas após as eleições presidenciais de 2022, que deram nova vitória a Emmanuel Macron.
A maioria presidencial de Emmanuel Macron sofreu forte recuo, perdendo a maioria absoluta, face ao desempenho
da Nova União Popular Ecologista e Social, coligação de diversos partidos de esquerda (França Insubmissa, Partido Socialista, Europa Ecologia - Os Verdes, Partido Comunista Francês, entre outros), liderada por Jean-Luc Mélenchon e do Reagrupamento Nacional, liderado por Marine Le Pen.
Os resultados deram a vitória à aliança da maioria presidencial de Emmanuel Macron. Apesar de terem vencido, os partidos da aliança de Macron perderam no entanto a maioria absoluta, sendo a primeira vez desde 2002 que o presidente não detêm a maioria absoluta no parlamento. Estes resultados foram considerados um choque para o govêrno: a primeira-ministra Élisabeth Borne afirmou que eles "são um risco para o país face aos desafios atuais".
O parceiro natural do govêrno para uma maioria parlamentar seria Os Republicanos, partido tradicional do centro-direita francês, que se viu reduzido aos seus piores resultados ao conseguir pouco mais de 60 deputados. No entanto, Christian Jacob, líder dos Republicanos, já anunciou que não pretende participar de uma aliança de governo com Macron, o que significa que a aliança presidencial não terá maioria no parlamento.
A coligação da esquerda francesa, a Nova União Popular Ecologista e Social, tornou-se a segunda força política ao conseguir mais de 30% dos votos (na 2.ª volta) e eleger mais de 130 deputados. Apesar destes resultados significarem a reentrada da esquerda no panorama política francês, Jean-Luc Mélenchon, líder da NUPES, classificou os resultados como "desapontantes". Isto porque o resultado da NUPES ficou abaixo dos previstos nas sondagens, que chegaram a prever cerca de 200 deputados para a aliança.
O Reagrupamento Nacional, liderado por Marine Le Pen, foi a grande surpresa destas eleições. Batendo todas as expectativas e sondagens, os nacionalistas conseguiram cerca de 18% dos votos e conquistaram 89 deputados, o melhor resultado da história do partido e, também, o melhor resultado de um movimento de extrema-direita desde o início da Quinta República Francesa em 1958. Este número de deputados irá permitir ao RN ser o principal grupo parlamentar de oposição, visto que os partidos da NUPES irão cada um formar o seu grupo parlamentar.

## Principais partidos
| Partido                               | Partido                               | Partido                 | Líder                   | Ideologia                 | Espectro                  |
| ------------------------------------- | ------------------------------------- | ----------------------- | ----------------------- | ------------------------- | ------------------------- |
|                                       |                                       | Em Marcha!              | Stanislas Guerini       | Liberalismo               | Centro                    |
|                                       | Movimento Democrático                 | François Bayrou         | Centrismo               | Centro                    |                           |
|                                       | Horizontes                            | Édouard Philippe        | Liberalismo             | Centro/Centro-direita     |                           |
| Ensemble (França)                     | Ensemble (França)                     | Elisabeth Borne         | Liberalismo             | Centro                    |                           |
|                                       |                                       | Os Republicanos         | Christian Jacob         | Conservadorismo liberal   | Centro-direita            |
|                                       | União dos Democratas e Independentes  | Jean-Christophe Lagarde | Liberalismo             | Centro/Centro-direita     |                           |
| União da Direita e do Centro          | União da Direita e do Centro          | Christian Jacob         | Conservadorismo liberal | Centro-direita            |                           |
|                                       |                                       | França Insubmissa       | Jean-Luc Mélenchon      | Populismo de esquerda     | Esquerda/Extrema-esquerda |
|                                       | Partido Socialista                    | Olivier Faure           | Social-democracia       | Centro-esquerda           |                           |
|                                       | Europa Ecologia - Os Verdes           | Julien Bayou            | Ecologismo              | Centro-esquerda           |                           |
|                                       | Partido Comunista Francês             | Fabien Roussel          | Comunismo               | Esquerda/Extrema-esquerda |                           |
| Nova União Popular Ecológica e Social | Nova União Popular Ecológica e Social | Jean-Luc Mélenchon      | Socialismo democrático  | Esquerda/Extrema-esquerda |                           |
|                                       | Reagrupamento Nacional                | Reagrupamento Nacional  | Marine Le Pen           | Conservadorismo nacional  | Extrema-direita           |
|                                       |                                       | Levantar a França       | Nicolas Dupont-Aignan   | Gaullismo                 | Direita/Extrema-direita   |
|                                       | Os Patriotas                          | Florian Philippot       | Gaullismo               | Direita/Extrema-direita   |                           |
|                                       | Geração Frexit                        | Charles-Henri Gallois   | Euroceticismo           | Direita/Extrema-direita   |                           |
| União pela França                     | União pela França                     | Nicolas Dupont-Aignan   | Gaullismo               | Direita/Extrema-direita   |                           |
|                                       | Reconquête                            | Reconquête              | Éric Zemmour            | Nacionalismo francês      | Extrema-direita           |

## Resultados Oficiais
| Partido                               | Partido                               | Partido                     | 1.ª Volta      | 1.ª Volta       | 1.ª Volta     | 2.ª Volta      | 2.ª Volta       | 2.ª Volta     | Deputados     | +/-           |
| Partido                               | Partido                               | Partido                     | Votos          | %               | +/-           | Votos          | %               | +/-           | Deputados     | +/-           |
| ------------------------------------- | ------------------------------------- | --------------------------- | -------------- | --------------- | ------------- | -------------- | --------------- | ------------- | ------------- | ------------- |
|                                       |                                       | Em Marcha!                  | -              | -               | -             | -              | -               | -             | 110 / 577     | 198           |
|                                       | Territórios do Progresso              | -                           | -              | -               | -             | -              | -               | 52 / 577      | Novo          |               |
|                                       | Movimento Democrático                 | -                           | -              | -               | -             | -              | -               | 48 / 577      | 6             |               |
|                                       | Horizontes                            | -                           | -              | -               | -             | -              | -               | 27 / 577      | Novo          |               |
|                                       | Partido Radical                       | -                           | -              | -               | -             | -              | -               | 4 / 577       | Novo          |               |
|                                       | Outros Partidos e Diversos            | -                           | -              | -               | -             | -              | -               | 4 / 577       | -             |               |
| Ensemble (Maioria Presidencial)       | Ensemble (Maioria Presidencial)       | 5 857 364                   | 25,75 / 100,00 | 6,58            | 8 002 419     | 38,57 / 100,00 | 10,55           | 245 / 577     | 105           |               |
|                                       |                                       | França Insubmissa           | -              | -               | -             | -              | -               | -             | 71 / 577      | 54            |
|                                       | Partido Socialista                    | -                           | -              | -               | -             | -              | -               | 24 / 577      | 6             |               |
|                                       | Europa Ecologia - Os Verdes e Aliados | -                           | -              | -               | -             | -              | -               | 22 / 577      | 21            |               |
|                                       | Partido Comunista Francês             | -                           | -              | -               | -             | -              | -               | 12 / 577      | 2             |               |
|                                       | Outros partidos e diversos            | -                           | -              | -               | -             | -              | -               | 2 / 577       | -             |               |
| Nova União Popular Ecológica e Social | Nova União Popular Ecológica e Social | 5 836 079                   | 25,66 / 100,00 | 0,17            | 6 556 198     | 31,60 / 100,00 | 19,73           | 131 / 577     | 73            |               |
|                                       | Reagrupamento Nacional                | Reagrupamento Nacional      | 4 248 537      | 18,68 / 100,00  | 5,48          | 3 589 465      | 17,30 / 100,00  | 8,55          | 89 / 577      | 81            |
|                                       |                                       | Os Republicanos             | -              | -               | -             | -              | -               | -             | 61 / 577      | 51            |
|                                       | União dos Democratas e Independentes  | -                           | -              | -               | -             | -              | -               | 3 / 577       | 15            |               |
| União da Direita e do Centro          | União da Direita e do Centro          | 2 568 502                   | 11,29 / 100,00 | 7,51            | 1 512 281     | 7,29 / 100,00  | 17,79           | 64 / 577      | 66            |               |
|                                       | Reconquête                            | Reconquête                  | 964 775        | 4,24 / 100,00   | Novo          | -              | -               | -             | 0 / 577       | Novo          |
|                                       | Esquerda diversa                      | Esquerda diversa            | 713 574        | 3,14 / 100,00   | 1,54          | 443 282        | 2,14 / 100,00   | 0,69          | 22 / 577      | 10            |
|                                       | Ecologistas                           | Ecologistas                 | 608 314        | 2,67 / 100,00   | Novo          | -              | -               | -             | 0 / 577       | Novo          |
|                                       | Direita diversa                       | Direita diversa             | 530 782        | 2,33 / 100,00   | 0,43          | 231 071        | 1,11 / 100,00   | 0,57          | 10 / 577      | 4             |
|                                       | Regionalistas                         | Regionalistas               | 291 384        | 1,28 / 100,00   | 0,38          | 264 779        | 1,28 / 100,00   | 0,52          | 10 / 577      | 5             |
|                                       | Centro diverso                        | Centro diverso              | 283 612        | 1,25 / 100,00   | Novo          | 99 145         | 0,48 / 100,00   | Novo          | 4 / 577       | Novo          |
|                                       | Extrema-esquerda                      | Extrema-esquerda            | 266 412        | 1,17 / 100,00   | 0,40          | 11 229         | 0,05 / 100,00   | -             | 0 / 577       | Estável       |
|                                       | Direita soberanista                   | Direita soberanista         | 249 603        | 1,10 / 100,00   | 0,07          | 19 306         | 0,09 / 100,00   | 0,01          | 1 / 577       | Estável       |
|                                       | Diversos e Independentes              | Diversos e Independentes    | 192 624        | 0,90 / 100,00   | Novo          | 18 295         | 0,09 / 100,00   | Novo          | 1 / 577       | Novo          |
|                                       | Partido Radical de Esquerda           | Partido Radical de Esquerda | 126 689        | 0,56 / 100,00   | 0,09          | 34 756         | 0,09 / 100,00   | 0,27          | 1 / 577       | 2             |
|                                       | Extrema-direita                       | Extrema-direita             | 6 457          | 0,03 / 100,00   | 0,27          | -              | -               | -             | 0 / 577       | 1             |
| Votos Inválidos                       | Votos Inválidos                       | Votos Inválidos             | 511 499        | 2,20 / 100,00   | 0,01          | 1 716 806      | 7,64 / 100,00   | 2,23          |               |               |
| Total                                 | Total                                 | Total                       | 23 256 207     | 100,00 / 100,00 |               | 22 464 276     | 100,00 / 100,00 |               | 577 / 577     |               |
| Eleitorado/Participação               | Eleitorado/Participação               | Eleitorado/Participação     | 48 953 748     | 47,51 / 100,00  | 1,19          | 48 589 360     | 46,23 / 100,00  | 3,59          |               |               |
| Fonte                                 | Fonte                                 | Fonte                       | [ 11 ] [ 12 ]  | [ 11 ] [ 12 ]   | [ 11 ] [ 12 ] | [ 11 ] [ 12 ]  | [ 11 ] [ 12 ]   | [ 11 ] [ 12 ] | [ 11 ] [ 12 ] | [ 11 ] [ 12 ] |

## Resultados por Distrito Eleitoral
Os resultados por Distrito Eleitoral, após a segunda volta, foram os seguintes:
| Distrito Eleitoral          | Distrito Eleitoral | Partido | Partido                                                         | %               | Resultado                   |
| --------------------------- | ------------------ | ------- | --------------------------------------------------------------- | --------------- | --------------------------- |
| Ain                         | 1º                 |         | Os Republicanos                                                 | 63,22 / 100,00  | Mantido por LR              |
| Ain                         | 2º                 |         | Movimento Democrático                                           | 58,34 / 100,00  | Conquistado por MoDem a LR  |
| Ain                         | 3º                 |         | Em Marcha!                                                      | 58,72 / 100,00  | Mantido por EM              |
| Ain                         | 4º                 |         | Reagrupamento Nacional                                          | 62,27 / 100,00  | Conquistado por RN a EM     |
| Ain                         | 5º                 |         | Direita diversa                                                 | 57,86 / 100,00  | Conquistado por DVD a LR    |
| Aisne                       | 1º                 |         | Reagrupamento Nacional                                          | 54,56 / 100,00  | Conquistado por RN a EM     |
| Aisne                       | 2º                 |         | Os Republicanos                                                 | 58,17 / 100,00  | Mantido por LR              |
| Aisne                       | 3º                 |         | Esquerda diversa                                                | 54,84 / 100,00  | Conquistado por DVG a PS    |
| Aisne                       | 4º                 |         | Reagrupamento Nacional                                          | 57,15 / 100,00  | Conquistado por RN a EM     |
| Aisne                       | 5º                 |         | Reagrupamento Nacional                                          | 62,41 / 100,00  | Conquistado por RN a EM     |
| Allier                      | 1º                 |         | Partido Comunista Francês                                       | 55,51 / 100,00  | Mantido por PCF             |
| Allier                      | 2º                 |         | Reagrupamento Nacional                                          | 50,22 / 100,00  | Conquistado por RN a EM     |
| Allier                      | 3º                 |         | Os Republicanos                                                 | 60,98 / 100,00  | Conquistado por LR a EM     |
| Alpes-de-Haute-Provence     | 1º                 |         | Reagrupamento Nacional                                          | 51,20 / 100,00  | Conquistado por RN a EM     |
| Alpes-de-Haute-Provence     | 2º                 |         | França Insubmissa                                               | 51,20 / 100,00  | Conquistado por FI a EM     |
| Altos Alpes                 | 1º                 |         | Em Marcha!                                                      | 50,36 / 100,00  | Mantido por EM              |
| Altos Alpes                 | 2º                 |         | Partido Radical                                                 | 56,59 / 100,00  | Conquistado por RAD a EM    |
| Alpes Marítimos             | 1º                 |         | Os Republicanos                                                 | 56,33 / 100,00  | Mantido por LR              |
| Alpes Marítimos             | 2º                 |         | Reagrupamento Nacional                                          | 51,65 / 100,00  | Conquistado por RN a EM     |
| Alpes Marítimos             | 3º                 |         | Horizontes                                                      | 57,44 / 100,00  | Conquistado por H a EM      |
| Alpes Marítimos             | 4º                 |         | Reagrupamento Nacional                                          | 56,20 / 100,00  | Conquistado por RN a EM     |
| Alpes Marítimos             | 5º                 |         | Os Republicanos                                                 | 57,54 / 100,00  | Mantido por LR              |
| Alpes Marítimos             | 6º                 |         | Reagrupamento Nacional                                          | 51,35 / 100,00  | Conquistado por RN a LR     |
| Alpes Marítimos             | 7º                 |         | Os Republicanos                                                 | 58,84 / 100,00  | Mantido por LR              |
| Alpes Marítimos             | 8º                 |         | Os Republicanos                                                 | 69,27 / 100,00  | Mantido por LR              |
| Alpes Marítimos             | 9º                 |         | Os Republicanos                                                 | 63,06 / 100,00  | Mantido por LR              |
| Ardèche                     | 1º                 |         | Partido Socialista                                              | 60,05 / 100,00  | Mantido por PS              |
| Ardèche                     | 2º                 |         | Territórios do Progresso                                        | 58,86 / 100,00  | Conquistado por TDP a PS    |
| Ardèche                     | 3º                 |         | Os Republicanos                                                 | 57,11 / 100,00  | Mantido por LR              |
| Ardenas                     | 1º                 |         | Agir                                                            | 50,34 / 100,00  | Conquistado por Agir a LR   |
| Ardenas                     | 2º                 |         | Os Republicanos                                                 | 69,39 / 100,00  | Mantido por LR              |
| Ardenas                     | 3º                 |         | União dos Democratas e Independentes                            | 67,15 / 100,00  | Conquistado por UDI a LR    |
| Ariège                      | 1º                 |         | França Insubmissa                                               | 51,20 / 100,00  | Mantido por FI              |
| Ariège                      | 2º                 |         | Esquerda diversa (Dissidente do Partido Socialista)             | 56,71 / 100,00  | Conquistado por DVG a FI    |
| Aube                        | 1º                 |         | Reagrupamento Nacional                                          | 53,89 / 100,00  | Conquistado por RN a EM     |
| Aube                        | 2º                 |         | Os Republicanos                                                 | 59,51 / 100,00  | Mantido por LR              |
| Aube                        | 3º                 |         | Reagrupamento Nacional                                          | 51,65 / 100,00  | Conquistado por RN a LR     |
| Aude                        | 1º                 |         | Reagrupamento Nacional                                          | 53,56 / 100,00  | Conquistado por RN a EM     |
| Aude                        | 2º                 |         | Reagrupamento Nacional                                          | 52,53 / 100,00  | Conquistado por RN a EM     |
| Aude                        | 3º                 |         | Reagrupamento Nacional                                          | 53,32 / 100,00  | Conquistado por RN a EM     |
| Aveyron                     | 1º                 |         | Em Marcha!                                                      | 63,83 / 100,00  | Mantido por EM              |
| Aveyron                     | 2º                 |         | França Insubmissa                                               | 50,99 / 100,00  | Conquistado por FI a EM     |
| Aveyron                     | 3º                 |         | Em Marcha!                                                      | 53,71 / 100,00  | Conquistado por EM a LR     |
| Bocas do Ródano             | 1º                 |         | Em Marcha!                                                      | 50,79 / 100,00  | Conquistado por EM a LR     |
| Bocas do Ródano             | 2º                 |         | Em Marcha!                                                      | 61,64 / 100,00  | Mantido por EM              |
| Bocas do Ródano             | 3º                 |         | Reagrupamento Nacional                                          | 54,96 / 100,00  | Conquistado por RN a EM     |
| Bocas do Ródano             | 4º                 |         | França Insubmissa                                               | 73,92 / 100,00  | Mantido por FI              |
| Bocas do Ródano             | 5º                 |         | França Insubmissa                                               | 56,64 / 100,00  | Conquistado por FI a EM     |
| Bocas do Ródano             | 6º                 |         | Direita diversa                                                 | 57,89 / 100,00  | Conquistado por DVD a LR    |
| Bocas do Ródano             | 7º                 |         | França Insubmissa                                               | 64,68 / 100,00  | Conquistado por FI a EM     |
| Bocas do Ródano             | 8º                 |         | Em Marcha!                                                      | 53,17 / 100,00  | Mantido por EM              |
| Bocas do Ródano             | 9º                 |         | Reagrupamento Nacional                                          | 58,64 / 100,00  | Conquistado por RN a LR     |
| Bocas do Ródano             | 10º                |         | Reagrupamento Nacional                                          | 59,62 / 100,00  | Conquistado por RN a EM     |
| Bocas do Ródano             | 11º                |         | Movimento Democrático                                           | 55,19 / 100,00  | Mantido por MoDem           |
| Bocas do Ródano             | 12º                |         | Reagrupamento Nacional                                          | 51,37 / 100,00  | Conquistado por RN a LR     |
| Bocas do Ródano             | 13º                |         | Partido Comunista Francês                                       | 52,01 / 100,00  | Mantido por PCF             |
| Bocas do Ródano             | 14º                |         | Em Marcha!                                                      | 56,85 / 100,00  | Mantido por EM              |
| Bocas do Ródano             | 15º                |         | Reagrupamento Nacional                                          | 53,85 / 100,00  | Conquistado por RN a LR     |
| Bocas do Ródano             | 16º                |         | Reagrupamento Nacional                                          | 54,94 / 100,00  | Conquistado por RN a EM     |
| Calvados                    | 1º                 |         | Em Marcha!                                                      | 50,27 / 100,00  | Mantido por EM              |
| Calvados                    | 2º                 |         | Partido Socialista                                              | 59,86 / 100,00  | Mantido por PS              |
| Calvados                    | 3º                 |         | Horizontes                                                      | 53,50 / 100,00  | Conquistado por H a LR      |
| Calvados                    | 4º                 |         | Em Marcha!                                                      | 61,08 / 100,00  | Mantido por EM              |
| Calvados                    | 5º                 |         | Em Marcha!                                                      | 55,68 / 100,00  | Mantido por EM              |
| Calvados                    | 6º                 |         | Em Marcha!                                                      | 52,46 / 100,00  | Mantido por EM              |
| Cantal                      | 1º                 |         | Os Republicanos                                                 | 69,02 / 100,00  | Mantido por LR              |
| Cantal                      | 2º                 |         | Os Republicanos                                                 | 70,65 / 100,00  | Mantido por LR              |
| Charente                    | 1º                 |         | Horizontes                                                      | 50,03 / 100,00  | Conquistado por H a EM      |
| Charente                    | 2º                 |         | Em Marcha!                                                      | 55,16 / 100,00  | Mantido por EM              |
| Charente                    | 3º                 |         | Reagrupamento Nacional                                          | 50,24 / 100,00  | Conquistado por RN a PS     |
| Charente-Maritime           | 1º                 |         | Esquerda diversa (Partido Radical de Esquerda)                  | 66,11 / 100,00  | Mantido por DVG             |
| Charente-Maritime           | 2º                 |         | Em Marcha!                                                      | 51,76 / 100,00  | Mantido por EM              |
| Charente-Maritime           | 3º                 |         | Em Marcha!                                                      | 51,18 / 100,00  | Mantido por EM              |
| Charente-Maritime           | 4º                 |         | Em Marcha!                                                      | 50,90 / 100,00  | Mantido por EM              |
| Charente-Maritime           | 5º                 |         | Horizontes                                                      | 51,74 / 100,00  | Conquistado por H a LR      |
| Cher                        | 1º                 |         | Em Marcha!                                                      | 57,14 / 100,00  | Mantido por EM              |
| Cher                        | 2º                 |         | Partido Comunista Francês                                       | 54,37 / 100,00  | Conquistado por PCF a MoDem |
| Cher                        | 3º                 |         | Horizontes                                                      | 54,93 / 100,00  | Conquistado por H a EM      |
| Corrèze                     | 1º                 |         | Direita diversa                                                 | 53,80 / 100,00  | Conquistado por DVD a EM    |
| Corrèze                     | 2º                 |         | Os Republicanos                                                 | 58,40 / 100,00  | Mantido por LR              |
| Córsega do Sul              | 1º                 |         | Horizontes                                                      | 50,71 / 100,00  | Conquistado por H a LR      |
| Córsega do Sul              | 2º                 |         | Regionalista (Partido da Nação Corsa)                           | 57,61 / 100,00  | Mantido por REG             |
| Alta Córsega                | 1º                 |         | Regionalista (Femu a Corsica)                                   | 63,01 / 100,00  | Mantido por REG             |
| Alta Córsega                | 2º                 |         | Regionalista (Femu a Corsica)                                   | 50,23 / 100,00  | Mantido por REG             |
| Côte-d'Or                   | 1º                 |         | Em Marcha!                                                      | 58,03 / 100,00  | Mantido por EM              |
| Côte-d'Or                   | 2º                 |         | Federação Progressista                                          | 51,70 / 100,00  | Conquistado por FP a EM     |
| Côte-d'Or                   | 3º                 |         | Em Marcha!                                                      | 50,11 / 100,00  | Mantido por EM              |
| Côte-d'Or                   | 4º                 |         | Os Republicanos                                                 | 60,68 / 100,00  | Conquistado por LR a EM     |
| Côte-d'Or                   | 5º                 |         | Em Marcha!                                                      | 54,24 / 100,00  | Mantido por EM              |
| Côtes-d'Armor               | 1º                 |         | Movimento Democrático                                           | 52,69 / 100,00  | Mantido por MoDem           |
| Côtes-d'Armor               | 2º                 |         | Em Marcha!                                                      | 55,83 / 100,00  | Mantido por EM              |
| Côtes-d'Armor               | 3º                 |         | Os Republicanos                                                 | 64,87 / 100,00  | Mantido por LR              |
| Côtes-d'Armor               | 4º                 |         | França Insubmissa                                               | 53,42 / 100,00  | Conquistado por FI a EM     |
| Côtes-d'Armor               | 5º                 |         | Em Marcha!                                                      | 52,49 / 100,00  | Mantido por EM              |
| Creuse                      | 1º                 |         | França Insubmissa                                               | 51,44 / 100,00  | Conquistado por FI a EM     |
| Dordonha                    | 1º                 |         | França Insubmissa                                               | 51,85 / 100,00  | Conquistado por FI a EM     |
| Dordonha                    | 2º                 |         | Reagrupamento Nacional                                          | 50,44 / 100,00  | Conquistado por RN a EM     |
| Dordonha                    | 3º                 |         | Movimento Democrático                                           | 36,52 / 100,00  | Mantido por MoDem           |
| Dordonha                    | 4º                 |         | Génération.s                                                    | 55,52 / 100,00  | Conquistado por G.s a EM    |
| Doubs                       | 1º                 |         | Movimento Democrático                                           | 51,88 / 100,00  | Conquistado por MoDem a EM  |
| Doubs                       | 2º                 |         | Em Marcha!                                                      | 52,26 / 100,00  | Conquistado por EM a EELV   |
| Doubs                       | 3º                 |         | Horizontes                                                      | 50,83 / 100,00  | Conquistado por H a EM      |
| Doubs                       | 4º                 |         | Reagrupamento Nacional                                          | 50,99 / 100,00  | Conquistado por RN a EM     |
| Doubs                       | 5º                 |         | Os Republicanos                                                 | 72,06 / 100,00  | Mantido por LR              |
| Drôme                       | 1º                 |         | Em Marcha!                                                      | 54,42 / 100,00  | Mantido por EM              |
| Drôme                       | 2º                 |         | Reagrupamento Nacional                                          | 57,12 / 100,00  | Conquistado por RN a EM     |
| Drôme                       | 3º                 |         | Europa Ecologia - Os Verdes                                     | 52,22 / 100,00  | Conquistado por EELV a EM   |
| Drôme                       | 4º                 |         | Os Republicanos                                                 | 57,90 / 100,00  | Mantido por LR              |
| Eure                        | 1º                 |         | Reagrupamento Nacional                                          | 50,62 / 100,00  | Conquistado por RN a EM     |
| Eure                        | 2º                 |         | Reagrupamento Nacional                                          | 51,10 / 100,00  | Conquistado por RN a EM     |
| Eure                        | 3º                 |         | Reagrupamento Nacional                                          | 54,05 / 100,00  | Conquistado por RN a MoDem  |
| Eure                        | 4º                 |         | Partido Socialista                                              | 50,44 / 100,00  | Conquistado por PS a EM     |
| Eure                        | 5º                 |         | Reagrupamento Nacional                                          | 50,63 / 100,00  | Conquistado por RN a EM     |
| Eure-et-Loir                | 1º                 |         | Em Marcha!                                                      | 58,10 / 100,00  | Mantido por EM              |
| Eure-et-Loir                | 2º                 |         | Os Republicanos                                                 | 62,33 / 100,00  | Mantido por LR              |
| Eure-et-Loir                | 3º                 |         | Horizontes                                                      | 53,96 / 100,00  | Conquistado por H a LR      |
| Eure-et-Loir                | 4º                 |         | Movimento Democrático                                           | 60,17 / 100,00  | Conquistado por MoDem a UDI |
| Finistère                   | 1º                 |         | Em Marcha!                                                      | 53,89 / 100,00  | Mantido por EM              |
| Finistère                   | 2º                 |         | Centrista diverso (Dissidente de Em Marcha!)                    | 50,16 / 100,00  | Conquistado por DVC a EM    |
| Finistère                   | 3º                 |         | Em Marcha!                                                      | 57,90 / 100,00  | Mantido por EM              |
| Finistère                   | 4º                 |         | Em Marcha!                                                      | 54,40 / 100,00  | Mantido por EM              |
| Finistère                   | 5º                 |         | Em Marcha!                                                      | 54,58 / 100,00  | Mantido por EM              |
| Finistère                   | 6º                 |         | Partido Socialista                                              | 50,85 / 100,00  | Conquistado por PS a EM     |
| Finistère                   | 7º                 |         | Em Marcha!                                                      | 52,25 / 100,00  | Mantido por EM              |
| Finistère                   | 8º                 |         | Movimento Democrático                                           | 52,43 / 100,00  | Conquistado por MoDem a EM  |
| Gard                        | 1º                 |         | Reagrupamento Nacional                                          | 52,01 / 100,00  | Conquistado por RN a EM     |
| Gard                        | 2º                 |         | Reagrupamento Nacional                                          | 56,65 / 100,00  | Mantido por RN              |
| Gard                        | 3º                 |         | Reagrupamento Nacional                                          | 51,32 / 100,00  | Conquistado por RN a EM     |
| Gard                        | 4º                 |         | Reagrupamento Nacional                                          | 54,49 / 100,00  | Conquistado por RN a EM     |
| Gard                        | 5º                 |         | França Insubmissa                                               | 53,00 / 100,00  | Conquistado por FI a EM     |
| Gard                        | 6º                 |         | Movimento Democrático                                           | 52,17 / 100,00  | Conquistado por MoDem a EM  |
| Alto Garona                 | 1º                 |         | França Insubmissa                                               | 54,22 / 100,00  | Conquistado por FI a EM     |
| Alto Garona                 | 2º                 |         | França Insubmissa                                               | 52,90 / 100,00  | Conquistado por FI a MoDem  |
| Alto Garona                 | 3º                 |         | Em Marcha!                                                      | 55,71 / 100,00  | Mantido por EM              |
| Alto Garona                 | 4º                 |         | França Insubmissa                                               | 59,26 / 100,00  | Conquistado por FI a EM     |
| Alto Garona                 | 5º                 |         | Em Marcha!                                                      | 51,89 / 100,00  | Mantido por EM              |
| Alto Garona                 | 6º                 |         | Em Marcha!                                                      | 50,00 / 100,00  | Mantido por EM              |
| Alto Garona                 | 7º                 |         | França Insubmissa                                               | 51,17 / 100,00  | Conquistado por FI a EM     |
| Alto Garona                 | 8º                 |         | Partido Socialista                                              | 60,39 / 100,00  | Mantido por PS              |
| Alto Garona                 | 9º                 |         | Europa Ecologia - Os Verdes                                     | 58,55 / 100,00  | Conquistado por EELV a EM   |
| Alto Garona                 | 10º                |         | Partido Radical                                                 | 50,20 / 100,00  | Conquistado por RAD a EM    |
| Gers                        | 1º                 |         | Em Marcha!                                                      | 52,51 / 100,00  | Mantido por EM              |
| Gers                        | 2º                 |         | Esquerda diversa (Dissidente do Partido Socialista)             | 62,98 / 100,00  | Conquistado por DVG a PS    |
| Gironda                     | 1º                 |         | Em Marcha!                                                      | 59,11 / 100,00  | Mantido por EM              |
| Gironda                     | 2º                 |         | Europa Ecologia - Os Verdes                                     | 53,34 / 100,00  | Conquistado por EELV a EM   |
| Gironda                     | 3º                 |         | França Insubmissa                                               | 59,27 / 100,00  | Mantido por FI              |
| Gironda                     | 4º                 |         | Partido Socialista                                              | 59,73 / 100,00  | Mantido por PS              |
| Gironda                     | 5º                 |         | Reagrupamento Nacional                                          | 53,28 / 100,00  | Conquistado por RN a EM     |
| Gironda                     | 6º                 |         | Em Marcha!                                                      | 51,85 / 100,00  | Mantido por EM              |
| Gironda                     | 7º                 |         | Em Marcha!                                                      | 52,71 / 100,00  | Mantido por EM              |
| Gironda                     | 8º                 |         | Em Marcha!                                                      | 60,00 / 100,00  | Mantido por EM              |
| Gironda                     | 9º                 |         | Movimento Democrático                                           | 50,49 / 100,00  | Mantido por MoDem           |
| Gironda                     | 10º                |         | Em Marcha!                                                      | 53,26 / 100,00  | Mantido por EM              |
| Gironda                     | 11º                |         | Reagrupamento Nacional                                          | 58,70 / 100,00  | Conquistado por RN a EM     |
| Gironda                     | 12º                |         | Em Marcha!                                                      | 50,23 / 100,00  | Mantido por EM              |
| Hérault                     | 1º                 |         | Territórios do Progresso                                        | 52,55 / 100,00  | Conquistado por TDP a EM    |
| Hérault                     | 2º                 |         | França Insubmissa                                               | 63,33 / 100,00  | Mantido por FI              |
| Hérault                     | 3º                 |         | Em Marcha!                                                      | 53,10 / 100,00  | Mantido por EM              |
| Hérault                     | 4º                 |         | França Insubmissa                                               | 50,65 / 100,00  | Conquistado por FI a EM     |
| Hérault                     | 5º                 |         | Reagrupamento Nacional                                          | 54,24 / 100,00  | Conquistado por RN a EM     |
| Hérault                     | 6º                 |         | Extrema-direita                                                 | 69,83 / 100,00  | Conquistado por EXD a RN    |
| Hérault                     | 7º                 |         | Reagrupamento Nacional                                          | 59,19 / 100,00  | Conquistado por RN a EM     |
| Hérault                     | 8º                 |         | França Insubmissa                                               | 50,59 / 100,00  | Conquistado por FI a EM     |
| Hérault                     | 9º                 |         | Em Marcha!                                                      | 54,37 / 100,00  | Mantido por EM              |
| Ille-et-Vilaine             | 1º                 |         | França Insubmissa                                               | 52,62 / 100,00  | Conquistado por FI a EM     |
| Ille-et-Vilaine             | 2º                 |         | Em Marcha!                                                      | 51,82 / 100,00  | Conquistado por EM a MoDem  |
| Ille-et-Vilaine             | 3º                 |         | Partido Socialista                                              | 51,53 / 100,00  | Mantido por PS              |
| Ille-et-Vilaine             | 4º                 |         | França Insubmissa                                               | 50,36 / 100,00  | Conquistado por FI a EM     |
| Ille-et-Vilaine             | 5º                 |         | Em Marcha!                                                      | 58,66 / 100,00  | Mantido por EM              |
| Ille-et-Vilaine             | 6º                 |         | Horizontes                                                      | 61,69 / 100,00  | Conquistado por H a UDI     |
| Ille-et-Vilaine             | 7º                 |         | Os Republicanos                                                 | 52,23 / 100,00  | Mantido por LR              |
| Ille-et-Vilaine             | 8º                 |         | Partido Socialista                                              | 57,97 / 100,00  | Conquistado por PS a EM     |
| Indre                       | 1º                 |         | Horizontes                                                      | 56,02 / 100,00  | Conquistado por H a EM      |
| Indre                       | 2º                 |         | Os Republicanos                                                 | 58,19 / 100,00  | Mantido por LR              |
| Indre-et-Loire              | 1º                 |         | Europa Ecologia - Os Verdes                                     | 53,51 / 100,00  | Conquistado por EELV a EM   |
| Indre-et-Loire              | 2º                 |         | Em Marcha!                                                      | 54,71 / 100,00  | Mantido por EM              |
| Indre-et-Loire              | 3º                 |         | Horizontes                                                      | 57,16 / 100,00  | Conquistado por H a UDI     |
| Indre-et-Loire              | 4º                 |         | Em Marcha!                                                      | 50,52 / 100,00  | Mantido por EM              |
| Indre-et-Loire              | 5º                 |         | Movimento Democrático                                           | 59,06 / 100,00  | Conquistado por MoDem a EM  |
| Isère                       | 1º                 |         | Em Marcha!                                                      | 55,53 / 100,00  | Mantido por EM              |
| Isère                       | 2º                 |         | Europa Ecologia - Os Verdes                                     | 52,13 / 100,00  | Conquistado por EELV a EM   |
| Isère                       | 3º                 |         | França Insubmissa                                               | 57,48 / 100,00  | Conquistado por FI a EM     |
| Isère                       | 4º                 |         | Partido Socialista                                              | 58,06 / 100,00  | Mantido por PS              |
| Isère                       | 5º                 |         | Europa Ecologia - Os Verdes                                     | 50,43 / 100,00  | Conquistado por EELV a EM   |
| Isère                       | 6º                 |         | Reagrupamento Nacional                                          | 50,92 / 100,00  | Conquistado por RN a EM     |
| Isère                       | 7º                 |         | Os Republicanos                                                 | 59,59 / 100,00  | Conquistado por LR a EM     |
| Isère                       | 8º                 |         | Em Marcha!                                                      | 53,63 / 100,00  | Mantido por EM              |
| Isère                       | 9º                 |         | Movimento Democrático                                           | 53,80 / 100,00  | Mantido por MoDem           |
| Isère                       | 10º                |         | Em Marcha!                                                      | 52,51 / 100,00  | Mantido por EM              |
| Jura                        | 1º                 |         | Em Marcha!                                                      | 56,22 / 100,00  | Mantido por EM              |
| Jura                        | 2º                 |         | Os Republicanos                                                 | 62,10 / 100,00  | Mantido por LR              |
| Jura                        | 3º                 |         | Os Republicanos                                                 | 58,46 / 100,00  | Mantido por LR              |
| Landes                      | 1º                 |         | Movimento Democrático                                           | 55,81 / 100,00  | Mantido por MoDem           |
| Landes                      | 2º                 |         | Em Marcha!                                                      | 51,94 / 100,00  | Mantido por EM              |
| Landes                      | 3º                 |         | Partido Socialista                                              | 59,93 / 100,00  | Mantido por PS              |
| Loir-et-Cher                | 1º                 |         | Movimento Democrático                                           | 56,47 / 100,00  | Mantido por MoDem           |
| Loir-et-Cher                | 2º                 |         | Reagrupamento Nacional                                          | 51,07 / 100,00  | Conquistado por RN a LR     |
| Loir-et-Cher                | 3º                 |         | Em Marcha!                                                      | 55,21 / 100,00  | Conquistado por EM a UDI    |
| Loire                       | 1º                 |         | Em Marcha!                                                      | 52,10 / 100,00  | Conquistado por EM a PS     |
| Loire                       | 2º                 |         | França Insubmissa                                               | 50,63 / 100,00  | Conquistado por FI a EM     |
| Loire                       | 3º                 |         | Em Marcha!                                                      | 57,32 / 100,00  | Mantido por EM              |
| Loire                       | 4º                 |         | Os Republicanos                                                 | 61,61 / 100,00  | Mantido por LR              |
| Loire                       | 5º                 |         | Os Republicanos                                                 | 61,72 / 100,00  | Conquistado por LR a MoDem  |
| Loire                       | 6º                 |         | Os Republicanos                                                 | 55,74 / 100,00  | Conquistado por LR a EM     |
| Alto Loire                  | 1º                 |         | Os Republicanos                                                 | 70,22 / 100,00  | Mantido por LR              |
| Alto Loire                  | 2º                 |         | Os Republicanos                                                 | 68,35 / 100,00  | Mantido por LR              |
| Loire-Atlantique            | 1º                 |         | Em Marcha!                                                      | 52,25 / 100,00  | Mantido por EM              |
| Loire-Atlantique            | 2º                 |         | França Insubmissa                                               | 55,34 / 100,00  | Conquistado por FI a EM     |
| Loire-Atlantique            | 3º                 |         | França Insubmissa                                               | 55,11 / 100,00  | Conquistado por FI a EM     |
| Loire-Atlantique            | 4º                 |         | Europa Ecologia - Os Verdes                                     | 58,02 / 100,00  | Conquistado por EELV a EM   |
| Loire-Atlantique            | 5º                 |         | Movimento Democrático                                           | 54,54 / 100,00  | Mantido por MoDem           |
| Loire-Atlantique            | 6º                 |         | Europa Ecologia - Os Verdes                                     | 52,84 / 100,00  | Conquistado por EELV a EM   |
| Loire-Atlantique            | 7º                 |         | Movimento Democrático                                           | 57,06 / 100,00  | Conquistado por MoDem a EM  |
| Loire-Atlantique            | 8º                 |         | França Insubmissa                                               | 54,45 / 100,00  | Conquistado por FI a EM     |
| Loire-Atlantique            | 9º                 |         | Em Marcha!                                                      | 53,12 / 100,00  | Conquistado por EM a MoDem  |
| Loire-Atlantique            | 10º                |         | Em Marcha!                                                      | 56,52 / 100,00  | Mantido por EM              |
| Loiret                      | 1º                 |         | Em Marcha!                                                      | 57,21 / 100,00  | Mantido por EM              |
| Loiret                      | 2º                 |         | Em Marcha!                                                      | 55,78 / 100,00  | Mantido por EM              |
| Loiret                      | 3º                 |         | Reagrupamento Nacional                                          | 52,22 / 100,00  | Conquistado por RN a LR     |
| Loiret                      | 4º                 |         | Reagrupamento Nacional                                          | 63,36 / 100,00  | Conquistado por RN a LR     |
| Loiret                      | 5º                 |         | Em Marcha!                                                      | 50,02 / 100,00  | Conquistado por EM a LR     |
| Loiret                      | 6º                 |         | Movimento Democrático                                           | 57,27 / 100,00  | Mantido por MoDem           |
| Lot                         | 1º                 |         | Os Republicanos                                                 | 64,63 / 100,00  | Mantido por LR              |
| Lot                         | 2º                 |         | Em Marcha!                                                      | 34,14 / 100,00  | Mantido por EM              |
| Lot-et-Garonne              | 1º                 |         | Em Marcha!                                                      | 51,48 / 100,00  | Mantido por EM              |
| Lot-et-Garonne              | 2º                 |         | Reagrupamento Nacional                                          | 39,44 / 100,00  | Conquistado por RN a EM     |
| Lot-et-Garonne              | 3º                 |         | Reagrupamento Nacional                                          | 56,97 / 100,00  | Conquistado por RN a EM     |
| Lozère                      | 1º                 |         | Os Republicanos                                                 | 54,28 / 100,00  | Mantido por LR              |
| Maine-et-Loire              | 1º                 |         | Horizontes                                                      | 55,53 / 100,00  | Conquistado por H a EM      |
| Maine-et-Loire              | 2º                 |         | Em Marcha!                                                      | 56,76 / 100,00  | Mantido por EM              |
| Maine-et-Loire              | 3º                 |         | Os Republicanos                                                 | 60,65 / 100,00  | Mantido por LR              |
| Maine-et-Loire              | 4º                 |         | Em Marcha!                                                      | 60,33 / 100,00  | Mantido por EM              |
| Maine-et-Loire              | 5º                 |         | Em Marcha!                                                      | 60,76 / 100,00  | Mantido por EM              |
| Maine-et-Loire              | 6º                 |         | Em Marcha!                                                      | 57,60 / 100,00  | Mantido por EM              |
| Maine-et-Loire              | 7º                 |         | Movimento Democrático                                           | 55,56 / 100,00  | Mantido por MoDem           |
| Mancha                      | 1º                 |         | Os Republicanos                                                 | 68,78 / 100,00  | Mantido por LR              |
| Mancha                      | 2º                 |         | Em Marcha!                                                      | 64,45 / 100,00  | Mantido por EM              |
| Mancha                      | 3º                 |         | Em Marcha!                                                      | 56,13 / 100,00  | Mantido por EM              |
| Mancha                      | 4º                 |         | Partido Socialista                                              | 51,61 / 100,00  | Conquistado por PS a DVC    |
| Marne                       | 1º                 |         | Em Marcha!                                                      | 55,91 / 100,00  | Conquistado por EM a LR     |
| Marne                       | 2º                 |         | Reagrupamento Nacional                                          | 54,82 / 100,00  | Conquistado por RN a EM     |
| Marne                       | 3º                 |         | Em Marcha!                                                      | 51,43 / 100,00  | Mantido por EM              |
| Marne                       | 4º                 |         | Horizontes                                                      | 55,33 / 100,00  | Conquistado por H a LR      |
| Marne                       | 5º                 |         | Direita diversa (Os Centristas)                                 | 63,03 / 100,00  | Conquistado por DVD a UDI   |
| Alto Marne                  | 1º                 |         | Reagrupamento Nacional                                          | 51,25 / 100,00  | Conquistado por RN a EM     |
| Alto Marne                  | 2º                 |         | Reagrupamento Nacional                                          | 51,70 / 100,00  | Conquistado por RN a LR     |
| Mayenne                     | 1º                 |         | Partido Socialista                                              | 63,22 / 100,00  | Mantido por PS              |
| Mayenne                     | 2º                 |         | Movimento Democrático                                           | 58,62 / 100,00  | Mantido por MoDem           |
| Mayenne                     | 3º                 |         | Horizontes                                                      | 57,13 / 100,00  | Conquistado por H a UDI     |
| Meurthe-et-Moselle          | 1º                 |         | Em Marcha!                                                      | 53,43 / 100,00  | Mantido por EM              |
| Meurthe-et-Moselle          | 2º                 |         | Em Marcha!                                                      | 50,26 / 100,00  | Conquistado por EM a MoDem  |
| Meurthe-et-Moselle          | 3º                 |         | França Insubmissa                                               | 51,94 / 100,00  | Conquistado por FI a EM     |
| Meurthe-et-Moselle          | 4º                 |         | Os Republicanos                                                 | 62,18 / 100,00  | Mantido por LR              |
| Meurthe-et-Moselle          | 5º                 |         | Partido Socialista                                              | 63,12 / 100,00  | Mantido por PS              |
| Meurthe-et-Moselle          | 6º                 |         | França Insubmissa                                               | 50,23 / 100,00  | Mantido por FI              |
| Mosa                        | 1º                 |         | Direita diversa                                                 | 55,40 / 100,00  | Conquistado por DVD a UDI   |
| Mosa                        | 2º                 |         | Reagrupamento Nacional                                          | 53,50 / 100,00  | Conquistado por RN a EM     |
| Morbihan                    | 1º                 |         | Horizontes                                                      | 59,25 / 100,00  | Conquistado por H a EM      |
| Morbihan                    | 2º                 |         | Movimento Democrático                                           | 58,60 / 100,00  | Conquistado por MoDem a DIV |
| Morbihan                    | 3º                 |         | Em Marcha!                                                      | 56,64 / 100,00  | Mantido por EM              |
| Morbihan                    | 4º                 |         | Regionalista                                                    | 73,43 / 100,00  | Conquistado por REG a EM    |
| Morbihan                    | 5º                 |         | Em Marcha!                                                      | 51,35 / 100,00  | Mantido por EM              |
| Morbihan                    | 6º                 |         | Em Marcha!                                                      | 54,81 / 100,00  | Mantido por EM              |
| Mosela                      | 1º                 |         | Em Marcha!                                                      | 53,59 / 100,00  | Mantido por EM              |
| Mosela                      | 2º                 |         | Em Marcha!                                                      | 56,41 / 100,00  | Mantido por EM              |
| Mosela                      | 3º                 |         | França Insubmissa                                               | 51,46 / 100,00  | Conquistado por FI a EM     |
| Mosela                      | 4º                 |         | Os Republicanos                                                 | 69,30 / 100,00  | Mantido por LR              |
| Mosela                      | 5º                 |         | Os Republicanos                                                 | 59,12 / 100,00  | Conquistado por LR a EM     |
| Mosela                      | 6º                 |         | Reagrupamento Nacional                                          | 56,96 / 100,00  | Conquistado por RN a EM     |
| Mosela                      | 7º                 |         | Reagrupamento Nacional                                          | 55,41 / 100,00  | Conquistado por RN a EM     |
| Mosela                      | 8º                 |         | Reagrupamento Nacional                                          | 52,43 / 100,00  | Conquistado por RN a MoDem  |
| Mosela                      | 9º                 |         | Em Marcha!                                                      | 55,03 / 100,00  | Mantido por EM              |
| Nièvre                      | 1º                 |         | Movimento Democrático                                           | 54,43 / 100,00  | Conquistado por MoDem a EM  |
| Nièvre                      | 2º                 |         | Em Marcha!                                                      | 36,59 / 100,00  | Mantido por EM              |
| Norte                       | 1º                 |         | França Insubmissa                                               | 65,24 / 100,00  | Mantido por FI              |
| Norte                       | 2º                 |         | França Insubmissa                                               | 58,00 / 100,00  | Mantido por FI              |
| Norte                       | 3º                 |         | Esquerda diversa (Dissidente do Partido Socialista)             | 51,70 / 100,00  | Conquistado por DVG a EM    |
| Norte                       | 4º                 |         | Em Marcha!                                                      | 56,05 / 100,00  | Mantido por EM              |
| Norte                       | 5º                 |         | Reagrupamento Nacional                                          | 51,14 / 100,00  | Conquistado por RN a LR     |
| Norte                       | 6º                 |         | Em Marcha!                                                      | 63,07 / 100,00  | Mantido por EM              |
| Norte                       | 7º                 |         | Horizontes                                                      | 55,47 / 100,00  | Conquistado por H a UDI     |
| Norte                       | 8º                 |         | França Insubmissa                                               | 59,94 / 100,00  | Conquistado por FI a EM     |
| Norte                       | 9º                 |         | Em Marcha!                                                      | 59,10 / 100,00  | Mantido por EM              |
| Norte                       | 10º                |         | Em Marcha!                                                      | 57,52 / 100,00  | Conquistado por EM a LR     |
| Norte                       | 11º                |         | Partido Socialista                                              | 56,27 / 100,00  | Conquistado por PS a EM     |
| Norte                       | 12º                |         | Reagrupamento Nacional                                          | 52,82 / 100,00  | Conquistado por RN a EM     |
| Norte                       | 13º                |         | Em Marcha!                                                      | 52,29 / 100,00  | Conquistado por EM a DVG    |
| Norte                       | 14º                |         | Agir                                                            | 53,21 / 100,00  | Conquistado por Agir a LR   |
| Norte                       | 15º                |         | Reagrupamento Nacional                                          | 54,09 / 100,00  | Conquistado por RN a EM     |
| Norte                       | 16º                |         | Reagrupamento Nacional                                          | 50,33 / 100,00  | Conquistado por RN a PCF    |
| Norte                       | 17º                |         | Reagrupamento Nacional                                          | 53,57 / 100,00  | Conquistado por RN a EM     |
| Norte                       | 18º                |         | União dos Democratas e Independentes                            | 50,58 / 100,00  | Mantido por UDI             |
| Norte                       | 19º                |         | Reagrupamento Nacional                                          | 57,15 / 100,00  | Mantido por RN              |
| Norte                       | 20º                |         | Partido Comunista Francês                                       | 54,50 / 100,00  | Mantido por PCF             |
| Norte                       | 21º                |         | Partido Radical                                                 | 57,12 / 100,00  | Conquistado por RAD a UDI   |
| Oise                        | 1º                 |         | Os Republicanos                                                 | 58,34 / 100,00  | Mantido por LR              |
| Oise                        | 2º                 |         | Reagrupamento Nacional                                          | 55,83 / 100,00  | Conquistado por RN a EM     |
| Oise                        | 3º                 |         | Reagrupamento Nacional                                          | 52,42 / 100,00  | Conquistado por RN a EM     |
| Oise                        | 4º                 |         | Direita diversa                                                 | 54,35 / 100,00  | Conquistado por DVD a LR    |
| Oise                        | 5º                 |         | Os Republicanos                                                 | 59,78 / 100,00  | Mantido por LR              |
| Oise                        | 6º                 |         | Reagrupamento Nacional                                          | 52,57 / 100,00  | Conquistado por RN a EM     |
| Oise                        | 7º                 |         | Os Republicanos                                                 | 56,74 / 100,00  | Mantido por LR              |
| Orne                        | 1º                 |         | Partido Socialista                                              | 50,20 / 100,00  | Mantido por PS              |
| Orne                        | 2º                 |         | Os Republicanos                                                 | 60,80 / 100,00  | Mantido por LR              |
| Orne                        | 3º                 |         | Os Republicanos                                                 | 69,66 / 100,00  | Mantido por LR              |
| Pas-de-Calais               | 1º                 |         | Reagrupamento Nacional                                          | 55,77 / 100,00  | Conquistado por RN a MoDem  |
| Pas-de-Calais               | 2º                 |         | Em Marcha!                                                      | 54,73 / 100,00  | Mantido por EM              |
| Pas-de-Calais               | 3º                 |         | Partido Comunista Francês                                       | 50,11 / 100,00  | Conquistado por PCF a RN    |
| Pas-de-Calais               | 4º                 |         | Em Marcha!                                                      | 56,36 / 100,00  | Conquistado por EM a LR     |
| Pas-de-Calais               | 5º                 |         | Em Marcha!                                                      | 51,03 / 100,00  | Mantido por EM              |
| Pas-de-Calais               | 6º                 |         | Reagrupamento Nacional                                          | 50,06 / 100,00  | Conquistado por RN a EM     |
| Pas-de-Calais               | 7º                 |         | Os Republicanos                                                 | 55,83 / 100,00  | Mantido por LR              |
| Pas-de-Calais               | 8º                 |         | Esquerda diversa (Dissidente do Partido Socialista)             | 54,84 / 100,00  | Conquistado por DVG a EM    |
| Pas-de-Calais               | 9º                 |         | Reagrupamento Nacional                                          | 53,31 / 100,00  | Conquistado por RN a MoDem  |
| Pas-de-Calais               | 10º                |         | Reagrupamento Nacional                                          | 65,40 / 100,00  | Mantido por RN              |
| Pas-de-Calais               | 11º                |         | Reagrupamento Nacional                                          | 61,03 / 100,00  | Mantido por RN              |
| Pas-de-Calais               | 12º                |         | Reagrupamento Nacional                                          | 56,30 / 100,00  | Mantido por RN              |
| Puy-de-Dôme                 | 1º                 |         | França Insubmissa                                               | 52,23 / 100,00  | Conquistado por FI a EM     |
| Puy-de-Dôme                 | 2º                 |         | Partido Socialista                                              | 63,84 / 100,00  | Mantido por PS              |
| Puy-de-Dôme                 | 3º                 |         | Movimento Democrático                                           | 53,09 / 100,00  | Mantido por MoDem           |
| Puy-de-Dôme                 | 4º                 |         | Movimento Democrático                                           | 50,13 / 100,00  | Mantido por MoDem           |
| Puy-de-Dôme                 | 5º                 |         | Partido Comunista Francês                                       | 69,43 / 100,00  | Mantido por PCF             |
| Pirenéus Atlânticos         | 1º                 |         | Movimento Democrático                                           | 50,78 / 100,00  | Mantido por MoDem           |
| Pirenéus Atlânticos         | 2º                 |         | Movimento Democrático                                           | 54,71 / 100,00  | Mantido por MoDem           |
| Pirenéus Atlânticos         | 3º                 |         | Esquerda diversa (Dissidente do Partido Socialista)             | 66,55 / 100,00  | Conquistado por DVG a PS    |
| Pirenéus Atlânticos         | 4º                 |         | Partido Socialista                                              | 50,11 / 100,00  | Conquistado por PS a DVD    |
| Pirenéus Atlânticos         | 5º                 |         | Movimento Democrático                                           | 54,40 / 100,00  | Mantido por MoDem           |
| Pirenéus Atlânticos         | 6º                 |         | Movimento Democrático                                           | 60,21 / 100,00  | Mantido por MoDem           |
| Altos Pirenéus              | 1º                 |         | França Insubmissa                                               | 50,13 / 100,00  | Conquistado por FI a EM     |
| Altos Pirenéus              | 2º                 |         | Em Marcha!                                                      | 52,28 / 100,00  | Conquistado por EM a PRG    |
| Pirenéus Orientais          | 1º                 |         | Reagrupamento Nacional                                          | 53,87 / 100,00  | Conquistado por RN a EM     |
| Pirenéus Orientais          | 2º                 |         | Reagrupamento Nacional                                          | 61,23 / 100,00  | Mantido por RN              |
| Pirenéus Orientais          | 3º                 |         | Reagrupamento Nacional                                          | 54,11 / 100,00  | Conquistado por RN a EM     |
| Pirenéus Orientais          | 4º                 |         | Reagrupamento Nacional                                          | 56,28 / 100,00  | Conquistado por RN a EM     |
| Baixo Reno                  | 1º                 |         | Europa Ecologia - Os Verdes                                     | 51,47 / 100,00  | Conquistado por EELV a EM   |
| Baixo Reno                  | 2º                 |         | França Insubmissa                                               | 51,23 / 100,00  | Conquistado por FI a EM     |
| Baixo Reno                  | 3º                 |         | Em Marcha!                                                      | 54,53 / 100,00  | Mantido por EM              |
| Baixo Reno                  | 4º                 |         | Em Marcha!                                                      | 66,10 / 100,00  | Mantido por EM              |
| Baixo Reno                  | 5º                 |         | Em Marcha!                                                      | 60,67 / 100,00  | Conquistado por EM a LR     |
| Baixo Reno                  | 6º                 |         | Em Marcha!                                                      | 57,90 / 100,00  | Conquistado por EM a LR     |
| Baixo Reno                  | 7º                 |         | Os Republicanos                                                 | 64,03 / 100,00  | Mantido por LR              |
| Baixo Reno                  | 8º                 |         | Horizontes                                                      | 56,64 / 100,00  | Conquistado por H a LR      |
| Baixo Reno                  | 9º                 |         | Em Marcha!                                                      | 59,79 / 100,00  | Mantido por EM              |
| Alto Reno                   | 1º                 |         | Em Marcha!                                                      | 50,22 / 100,00  | Conquistado por EM a LR     |
| Alto Reno                   | 2º                 |         | Movimento Democrático                                           | 52,91 / 100,00  | Conquistado por MoDem a LR  |
| Alto Reno                   | 3º                 |         | Horizontes                                                      | 53,91 / 100,00  | Conquistado por H a LR      |
| Alto Reno                   | 4º                 |         | Os Republicanos                                                 | 54,94 / 100,00  | Mantido por LR              |
| Alto Reno                   | 5º                 |         | Agir                                                            | 64,63 / 100,00  | Conquistado por Agir a DVD  |
| Alto Reno                   | 6º                 |         | Movimento Democrático                                           | 55,31 / 100,00  | Conquistado por MoDem a EM  |
| Ródano                      | 1º                 |         | Em Marcha!                                                      | 51,86 / 100,00  | Mantido por EM              |
| Ródano                      | 2º                 |         | Geração Ecologia                                                | 55,31 / 100,00  | Conquistado por GE a EM     |
| Ródano                      | 3º                 |         | Europa Ecologia - Os Verdes                                     | 54,79 / 100,00  | Conquistado por EELV a EM   |
| Ródano                      | 4º                 |         | Em Marcha!                                                      | 59,35 / 100,00  | Mantido por EM              |
| Ródano                      | 5º                 |         | Em Marcha!                                                      | 67,32 / 100,00  | Mantido por EM              |
| Ródano                      | 6º                 |         | França Insubmissa                                               | 55,54 / 100,00  | Conquistado por FI a EM     |
| Ródano                      | 7º                 |         | Os Republicanos                                                 | 53,44 / 100,00  | Conquistado por LR a EM     |
| Ródano                      | 8º                 |         | Os Republicanos                                                 | 50,81 / 100,00  | Mantido por LR              |
| Ródano                      | 9º                 |         | Os Republicanos                                                 | 61,51 / 100,00  | Mantido por LR              |
| Ródano                      | 10º                |         | Agir                                                            | 65,31 / 100,00  | Conquistado por Agir a EM   |
| Ródano                      | 11º                |         | Em Marcha!                                                      | 64,09 / 100,00  | Mantido por EM              |
| Ródano                      | 12º                |         | Movimento Democrático                                           | 62,92 / 100,00  | Mantido por MoDem           |
| Ródano                      | 13º                |         | Em Marcha!                                                      | 62,65 / 100,00  | Mantido por EM              |
| Ródano                      | 14º                |         | França Insubmissa                                               | 56,69 / 100,00  | Conquistado por FI a EM     |
| Alto Sona                   | 1º                 |         | Reagrupamento Nacional                                          | 54,50 / 100,00  | Conquistado por RN a EM     |
| Alto Sona                   | 2º                 |         | Reagrupamento Nacional                                          | 54,38 / 100,00  | Conquistado por RN a EM     |
| Saône-et-Loire              | 1º                 |         | Em Marcha!                                                      | 57,25 / 100,00  | Mantido por EM              |
| Saône-et-Loire              | 2º                 |         | Os Republicanos                                                 | 66,65 / 100,00  | Mantido por LR              |
| Saône-et-Loire              | 3º                 |         | Em Marcha!                                                      | 53,72 / 100,00  | Mantido por EM              |
| Saône-et-Loire              | 4º                 |         | Partido Socialista                                              | 56,30 / 100,00  | Mantido por PS              |
| Saône-et-Loire              | 5º                 |         | Horizontes                                                      | 52,66 / 100,00  | Conquistado por H a EM      |
| Sarthe                      | 1º                 |         | Em Marcha!                                                      | 54,90 / 100,00  | Mantido por EM              |
| Sarthe                      | 2º                 |         | Esquerda diversa                                                | 63,06 / 100,00  | Conquistado por DVG a PS    |
| Sarthe                      | 3º                 |         | Movimento Democrático                                           | 50,98 / 100,00  | Conquistado por MoDem a EM  |
| Sarthe                      | 4º                 |         | França Insubmissa                                               | 50,15 / 100,00  | Conquistado por FI a PS     |
| Sarthe                      | 5º                 |         | Direita diversa                                                 | 59,51 / 100,00  | Conquistado por DVD a LR    |
| Saboia                      | 1º                 |         | Movimento Democrático                                           | 59,33 / 100,00  | Conquistado por MoDem a EM  |
| Saboia                      | 2º                 |         | Os Republicanos                                                 | 64,08 / 100,00  | Mantido por LR              |
| Saboia                      | 3º                 |         | Os Republicanos                                                 | 65,54 / 100,00  | Mantido por LR              |
| Saboia                      | 4º                 |         | França Insubmissa                                               | 50,85 / 100,00  | Conquistado por FI a MoDem  |
| Alta Saboia                 | 1º                 |         | Em Marcha!                                                      | 62,65 / 100,00  | Mantido por EM              |
| Alta Saboia                 | 2º                 |         | Em Marcha!                                                      | 59,88 / 100,00  | Mantido por EM              |
| Alta Saboia                 | 3º                 |         | Os Republicanos                                                 | 63,36 / 100,00  | Mantido por LR              |
| Alta Saboia                 | 4º                 |         | Os Republicanos                                                 | 66,92 / 100,00  | Mantido por LR              |
| Alta Saboia                 | 5º                 |         | Em Marcha!                                                      | 60,09 / 100,00  | Mantido por EM              |
| Alta Saboia                 | 6º                 |         | Em Marcha!                                                      | 63,11 / 100,00  | Mantido por EM              |
| Paris                       | 1º                 |         | Em Marcha!                                                      | 65,57 / 100,00  | Mantido por EM              |
| Paris                       | 2º                 |         | Em Marcha!                                                      | 63,39 / 100,00  | Mantido por EM              |
| Paris                       | 3º                 |         | Em Marcha!                                                      | 51,00 / 100,00  | Mantido por EM              |
| Paris                       | 4º                 |         | Em Marcha!                                                      | 55,45 / 100,00  | Conquistado por EM a LR     |
| Paris                       | 5º                 |         | Europa Ecologia - Os Verdes                                     | 58,05 / 100,00  | Conquistado por EELV a EM   |
| Paris                       | 6º                 |         | França Insubmissa                                               | 53,74 / 100,00  | Conquistado por FI a EM     |
| Paris                       | 7º                 |         | Em Marcha!                                                      | 50,73 / 100,00  | Mantido por EM              |
| Paris                       | 8º                 |         | Europa Ecologia - Os Verdes                                     | 54,08 / 100,00  | Conquistado por EELV a EM   |
| Paris                       | 9º                 |         | Europa Ecologia - Os Verdes                                     | 58,05 / 100,00  | Conquistado por EELV a EM   |
| Paris                       | 10º                |         | França Insubmissa                                               | 54,43 / 100,00  | Conquistado por FI a EM     |
| Paris                       | 11º                |         | Movimento Democrático                                           | 55,45 / 100,00  | Mantido por MoDem           |
| Paris                       | 12º                |         | Em Marcha!                                                      | 68,51 / 100,00  | Mantido por EM              |
| Paris                       | 13º                |         | Em Marcha!                                                      | 59,86 / 100,00  | Mantido por EM              |
| Paris                       | 14º                |         | Em Marcha!                                                      | 53,23 / 100,00  | Conquistado por EM a LR     |
| Paris                       | 15º                |         | França Insubmissa                                               | 58,45 / 100,00  | Conquistado por FI a PS     |
| Paris                       | 16º                |         | França Insubmissa                                               | 56,51 / 100,00  | Conquistado por FI a EM     |
| Paris                       | 17º                |         | França Insubmissa                                               | 57,07 / 100,00  | Mantido por FI              |
| Paris                       | 18º                |         | Revolução Ecológica para a Vida                                 | 51,65 / 100,00  | Conquistado por REV a LR    |
| Sena Marítimo               | 1º                 |         | Em Marcha!                                                      | 50,12 / 100,00  | Mantido por EM              |
| Sena Marítimo               | 2º                 |         | Em Marcha!                                                      | 59,64 / 100,00  | Mantido por EM              |
| Sena Marítimo               | 3º                 |         | Partido Comunista Francês                                       | 70,36 / 100,00  | Mantido por PCF             |
| Sena Marítimo               | 4º                 |         | França Insubmissa                                               | 53,72 / 100,00  | Conquistado por FI a EM     |
| Sena Marítimo               | 5º                 |         | Partido Socialista                                              | 55,81 / 100,00  | Mantido por PS              |
| Sena Marítimo               | 6º                 |         | Partido Comunista Francês                                       | 57,81 / 100,00  | Mantido por PCF             |
| Sena Marítimo               | 7º                 |         | Horizontes                                                      | 57,87 / 100,00  | Conquistado por H a LR      |
| Sena Marítimo               | 8º                 |         | Partido Comunista Francês                                       | 65,76 / 100,00  | Mantido por PCF             |
| Sena Marítimo               | 9º                 |         | Horizontes                                                      | 50,84 / 100,00  | Conquistado por H a EM      |
| Sena Marítimo               | 10º                |         | Em Marcha!                                                      | 51,05 / 100,00  | Mantido por EM              |
| Sena e Marne                | 1º                 |         | Movimento Democrático                                           | 53,06 / 100,00  | Mantido por MoDem           |
| Sena e Marne                | 2º                 |         | Horizontes                                                      | 57,42 / 100,00  | Conquistado por H a LR      |
| Sena e Marne                | 3º                 |         | Os Republicanos                                                 | 56,69 / 100,00  | Conquistado por LR a UDI    |
| Sena e Marne                | 4º                 |         | Os Republicanos                                                 | 51,16 / 100,00  | Mantido por LR              |
| Sena e Marne                | 5º                 |         | Agir                                                            | 53,21 / 100,00  | Conquistado por Agir a LR   |
| Sena e Marne                | 6º                 |         | Reagrupamento Nacional                                          | 52,12 / 100,00  | Conquistado por RN a LR     |
| Sena e Marne                | 7º                 |         | França Insubmissa                                               | 51,31 / 100,00  | Conquistado por FI a EM     |
| Sena e Marne                | 8º                 |         | Em Marcha!                                                      | 50,01 / 100,00  | Mantido por EM              |
| Sena e Marne                | 9º                 |         | Em Marcha!                                                      | 52,63 / 100,00  | Mantido por EM              |
| Sena e Marne                | 10º                |         | França Insubmissa                                               | 54,36 / 100,00  | Conquistado por FI a EM     |
| Sena e Marne                | 11º                |         | Partido Socialista                                              | 64,45 / 100,00  | Mantido por PS              |
| Yvelines                    | 1º                 |         | Em Marcha!                                                      | 63,31 / 100,00  | Mantido por EM              |
| Yvelines                    | 2º                 |         | Movimento Democrático                                           | 64,27 / 100,00  | Conquistado por MoDem a EM  |
| Yvelines                    | 3º                 |         | Em Marcha!                                                      | 71,40 / 100,00  | Mantido por EM              |
| Yvelines                    | 4º                 |         | Em Marcha!                                                      | 65,69 / 100,00  | Mantido por EM              |
| Yvelines                    | 5º                 |         | Em Marcha!                                                      | 64,62 / 100,00  | Mantido por EM              |
| Yvelines                    | 6º                 |         | Em Marcha!                                                      | 64,52 / 100,00  | Mantido por EM              |
| Yvelines                    | 7º                 |         | Em Marcha!                                                      | 55,64 / 100,00  | Conquistado por EM a MoDem  |
| Yvelines                    | 8º                 |         | Génération.s                                                    | 56,41 / 100,00  | Conquistado por G.s a LR    |
| Yvelines                    | 9º                 |         | Movimento Democrático                                           | 57,85 / 100,00  | Mantido por MoDem           |
| Yvelines                    | 10º                |         | Em Marcha!                                                      | 63,27 / 100,00  | Mantido por EM              |
| Yvelines                    | 11º                |         | França Insubmissa                                               | 50,19 / 100,00  | Conquistado por FI a EM     |
| Yvelines                    | 12º                |         | Em Marcha!                                                      | 59,94 / 100,00  | Mantido por EM              |
| Deux-Sèvres                 | 1º                 |         | Partido Radical                                                 | 51,99 / 100,00  | Conquistado por RAD a EM    |
| Deux-Sèvres                 | 2º                 |         | Geração Ecologia                                                | 57,88 / 100,00  | Conquistado por GE a PS     |
| Deux-Sèvres                 | 3º                 |         | Em Marcha!                                                      | 58,27 / 100,00  | Mantido por EM              |
| Somme                       | 1º                 |         | França Insubmissa                                               | 61,01 / 100,00  | Mantido por FI              |
| Somme                       | 2º                 |         | Em Marcha!                                                      | 53,13 / 100,00  | Mantido por EM              |
| Somme                       | 3º                 |         | Os Republicanos                                                 | 53,82 / 100,00  | Mantido por LR              |
| Somme                       | 4º                 |         | Reagrupamento Nacional                                          | 54,59 / 100,00  | Conquistado por RN a EM     |
| Somme                       | 5º                 |         | Reagrupamento Nacional                                          | 60,79 / 100,00  | Conquistado por RN a LR     |
| Tarn                        | 1º                 |         | Reagrupamento Nacional                                          | 53,09 / 100,00  | Conquistado por RN a DVD    |
| Tarn                        | 2º                 |         | França Insubmissa                                               | 37,50 / 100,00  | Conquistado por FI a EM     |
| Tarn                        | 3º                 |         | Em Marcha!                                                      | 53,71 / 100,00  | Mantido por EM              |
| Tarn-et-Garonne             | 1º                 |         | Partido Socialista                                              | 58,29 / 100,00  | Mantido por PS              |
| Tarn-et-Garonne             | 2º                 |         | Reagrupamento Nacional                                          | 54,99 / 100,00  | Conquistado por RN a PRG    |
| Var                         | 1º                 |         | Horizontes                                                      | 53,49 / 100,00  | Conquistado por H a LR      |
| Var                         | 2º                 |         | Reagrupamento Nacional                                          | 51,64 / 100,00  | Conquistado por RN a EM     |
| Var                         | 3º                 |         | Reagrupamento Nacional                                          | 50,42 / 100,00  | Conquistado por RN a LR     |
| Var                         | 4º                 |         | Reagrupamento Nacional                                          | 53,65 / 100,00  | Conquistado por RN a EM     |
| Var                         | 5º                 |         | Reagrupamento Nacional                                          | 55,98 / 100,00  | Conquistado por RN a MoDem  |
| Var                         | 6º                 |         | Reagrupamento Nacional                                          | 56,63 / 100,00  | Conquistado por RN a EM     |
| Var                         | 7º                 |         | Reagrupamento Nacional                                          | 52,05 / 100,00  | Conquistado por RN a EM     |
| Var                         | 8º                 |         | Reagrupamento Nacional                                          | 54,93 / 100,00  | Conquistado por RN a EM     |
| Vaucluse                    | 1º                 |         | Reagrupamento Nacional                                          | 51,14 / 100,00  | Conquistado por RN a EM     |
| Vaucluse                    | 2º                 |         | Reagrupamento Nacional                                          | 52,18 / 100,00  | Conquistado por RN a LR     |
| Vaucluse                    | 3º                 |         | Reagrupamento Nacional                                          | 58,82 / 100,00  | Conquistado por RN a EM     |
| Vaucluse                    | 4º                 |         | Extrema-direita (Liga do Sul)                                   | 56,96 / 100,00  | Mantido por EXD             |
| Vaucluse                    | 5º                 |         | Em Marcha!                                                      | 50,81 / 100,00  | Conquistado por EM a LR     |
| Vendeia                     | 1º                 |         | Movimento Democrático                                           | 56,74 / 100,00  | Mantido por MoDem           |
| Vendeia                     | 2º                 |         | Horizontes                                                      | 58,42 / 100,00  | Conquistado por H a MoDem   |
| Vendeia                     | 3º                 |         | Em Marcha!                                                      | 61,48 / 100,00  | Mantido por EM              |
| Vendeia                     | 4º                 |         | Direita diversa                                                 | 59,69 / 100,00  | Conquistado por DVD a EM    |
| Vendeia                     | 5º                 |         | Em Marcha!                                                      | 60,94 / 100,00  | Mantido por EM              |
| Vienne                      | 1º                 |         | Europa Ecologia - Os Verdes                                     | 51,36 / 100,00  | Conquistado por EELV a EM   |
| Vienne                      | 2º                 |         | Em Marcha!                                                      | 51,19 / 100,00  | Mantido por EM              |
| Vienne                      | 3º                 |         | Movimento Democrático                                           | 54,14 / 100,00  | Conquistado por MoDem a EM  |
| Vienne                      | 4º                 |         | Movimento Democrático                                           | 54,58 / 100,00  | Mantido por MoDem           |
| Alto Vienne                 | 1º                 |         | França Insubmissa                                               | 53,41 / 100,00  | Conquistado por FI a EM     |
| Alto Vienne                 | 2º                 |         | Partido Socialista                                              | 61,47 / 100,00  | Conquistado por PS a EM     |
| Alto Vienne                 | 3º                 |         | França Insubmissa                                               | 52,10 / 100,00  | Conquistado por FI a EM     |
| Vosges                      | 1º                 |         | Os Republicanos                                                 | 67,23 / 100,00  | Mantido por LR              |
| Vosges                      | 2º                 |         | Partido Radical                                                 | 50,55 / 100,00  | Conquistado por RAD a LR    |
| Vosges                      | 3º                 |         | União dos Democratas e Independentes                            | 74,27 / 100,00  | Conquistado por UDI a DVD   |
| Vosges                      | 4º                 |         | Os Republicanos                                                 | 51,92 / 100,00  | Mantido por LR              |
| Yonne                       | 1º                 |         | Reagrupamento Nacional                                          | 51,10 / 100,00  | Conquistado por RN a LR     |
| Yonne                       | 2º                 |         | Horizontes                                                      | 51,33 / 100,00  | Conquistado por H a UDI     |
| Yonne                       | 3º                 |         | Reagrupamento Nacional                                          | 55,84 / 100,00  | Conquistado por RN a EM     |
| Território de Belfort       | 1º                 |         | Os Republicanos                                                 | 61,61 / 100,00  | Mantido por LR              |
| Território de Belfort       | 2º                 |         | França Insubmissa                                               | 51,37 / 100,00  | Conquistado por FI a UDI    |
| Essonne                     | 1º                 |         | França Insubmissa                                               | 59,84 / 100,00  | Conquistado por FI a DVG    |
| Essonne                     | 2º                 |         | Reagrupamento Nacional                                          | 53,27 / 100,00  | Conquistado por RN a LR     |
| Essonne                     | 3º                 |         | Em Marcha!                                                      | 51,18 / 100,00  | Mantido por EM              |
| Essonne                     | 4º                 |         | Em Marcha!                                                      | 55,65 / 100,00  | Mantido por EM              |
| Essonne                     | 5º                 |         | Em Marcha!                                                      | 50,03 / 100,00  | Mantido por EM              |
| Essonne                     | 6º                 |         | Partido Socialista                                              | 53,36 / 100,00  | Conquistado por PS a EM     |
| Essonne                     | 7º                 |         | Em Marcha!                                                      | 50,34 / 100,00  | Conquistado por EM a LR     |
| Essonne                     | 8º                 |         | Levantar a França                                               | 57,26 / 100,00  | Mantido por DLF             |
| Essonne                     | 9º                 |         | Em Marcha!                                                      | 51,27 / 100,00  | Mantido por EM              |
| Essonne                     | 10º                |         | França Insubmissa                                               | 55,21 / 100,00  | Conquistado por FI a EM     |
| Altos do Sena               | 1º                 |         | Partido Comunista Francês                                       | 70,17 / 100,00  | Mantido por PCF             |
| Altos do Sena               | 2º                 |         | Europa Ecologia - Os Verdes                                     | 35,55 / 100,00  | Conquistado por EELV a EM   |
| Altos do Sena               | 3º                 |         | Os Republicanos                                                 | 38,00 / 100,00  | Conquistado por LR a EM     |
| Altos do Sena               | 4º                 |         | Europa Ecologia - Os Verdes                                     | 51,00 / 100,00  | Conquistado por EELV a EM   |
| Altos do Sena               | 5º                 |         | Em Marcha!                                                      | 59,73 / 100,00  | Mantido por EM              |
| Altos do Sena               | 6º                 |         | Em Marcha!                                                      | 74,19 / 100,00  | Conquistado por EM a LR     |
| Altos do Sena               | 7º                 |         | Em Marcha!                                                      | 72,06 / 100,00  | Mantido por EM              |
| Altos do Sena               | 8º                 |         | Em Marcha!                                                      | 65,75 / 100,00  | Mantido por EM              |
| Altos do Sena               | 9º                 |         | Em Marcha!                                                      | 53,91 / 100,00  | Conquistado por EM a LR     |
| Altos do Sena               | 10º                |         | Em Marcha!                                                      | 59,85 / 100,00  | Mantido por EM              |
| Altos do Sena               | 11º                |         | França Insubmissa                                               | 54,76 / 100,00  | Conquistado por FI a EM     |
| Altos do Sena               | 12º                |         | Movimento Democrático                                           | 57,53 / 100,00  | Mantido por MoDem           |
| Altos do Sena               | 13º                |         | Em Marcha!                                                      | 59,11 / 100,00  | Mantido por EM              |
| Seine-Saint-Denis           | 1º                 |         | França Insubmissa                                               | 71,69 / 100,00  | Mantido por FI              |
| Seine-Saint-Denis           | 2º                 |         | Partido Comunista Francês                                       | 78,70 / 100,00  | Conquistado por PCF a FI    |
| Seine-Saint-Denis           | 3º                 |         | França Insubmissa                                               | 53,96 / 100,00  | Conquistado por FI a EM     |
| Seine-Saint-Denis           | 4º                 |         | Partido Comunista Francês                                       | 100,00 / 100,00 | Mantido por PCF             |
| Seine-Saint-Denis           | 5º                 |         | França Insubmissa                                               | 53,50 / 100,00  | Conquistado por FI a UDI    |
| Seine-Saint-Denis           | 6º                 |         | França Insubmissa                                               | 75,40 / 100,00  | Mantido por FI              |
| Seine-Saint-Denis           | 7º                 |         | França Insubmissa                                               | 62,94 / 100,00  | Mantido por FI              |
| Seine-Saint-Denis           | 8º                 |         | Partido Socialista                                              | 53,57 / 100,00  | Conquistado por PS a EM     |
| Seine-Saint-Denis           | 9º                 |         | França Insubmissa                                               | 69,24 / 100,00  | Mantido por FI              |
| Seine-Saint-Denis           | 10º                |         | França Insubmissa                                               | 55,53 / 100,00  | Conquistado por FI a LR     |
| Seine-Saint-Denis           | 11º                |         | França Insubmissa                                               | 100,00 / 100,00 | Mantido por FI              |
| Seine-Saint-Denis           | 12º                |         | Partido Operário Independente                                   | 51,11 / 100,00  | Conquistado por POI a EM    |
| Vale do Marne               | 1º                 |         | Em Marcha!                                                      | 59,09 / 100,00  | Mantido por EM              |
| Vale do Marne               | 2º                 |         | França Insubmissa                                               | 64,20 / 100,00  | Conquistado por FI a EM     |
| Vale do Marne               | 3º                 |         | França Insubmissa                                               | 51,98 / 100,00  | Conquistado por FI a EM     |
| Vale do Marne               | 4º                 |         | Movimento Democrático                                           | 55,98 / 100,00  | Mantido por MoDem           |
| Vale do Marne               | 5º                 |         | Em Marcha!                                                      | 56,47 / 100,00  | Conquistado por EM a LR     |
| Vale do Marne               | 6º                 |         | Em Marcha!                                                      | 54,36 / 100,00  | Mantido por EM              |
| Vale do Marne               | 7º                 |         | França Insubmissa                                               | 50,30 / 100,00  | Conquistado por FI a EM     |
| Vale do Marne               | 8º                 |         | Os Republicanos                                                 | 63,27 / 100,00  | Mantido por LR              |
| Vale do Marne               | 9º                 |         | Partido Socialista                                              | 67,25 / 100,00  | Mantido por PS              |
| Vale do Marne               | 10º                |         | França Insubmissa                                               | 67,63 / 100,00  | Mantido por FI              |
| Vale do Marne               | 11º                |         | Génération.s                                                    | 63,32 / 100,00  | Conquistado por G.s a EM    |
| Val-d'Oise                  | 1º                 |         | Em Marcha!                                                      | 52,53 / 100,00  | Mantido por EM              |
| Val-d'Oise                  | 2º                 |         | Em Marcha!                                                      | 53,25 / 100,00  | Mantido por EM              |
| Val-d'Oise                  | 3º                 |         | Em Marcha!                                                      | 52,16 / 100,00  | Mantido por EM              |
| Val-d'Oise                  | 4º                 |         | Horizontes                                                      | 53,43 / 100,00  | Conquistado por H a MoDem   |
| Val-d'Oise                  | 5º                 |         | França Insubmissa                                               | 63,71 / 100,00  | Conquistado por FI a EM     |
| Val-d'Oise                  | 6º                 |         | Movimento Democrático                                           | 53,47 / 100,00  | Mantido por MoDem           |
| Val-d'Oise                  | 7º                 |         | Em Marcha!                                                      | 50,37 / 100,00  | Mantido por EM              |
| Val-d'Oise                  | 8º                 |         | França Insubmissa                                               | 61,72 / 100,00  | Conquistado por FI a PS     |
| Val-d'Oise                  | 9º                 |         | França Insubmissa                                               | 56,42 / 100,00  | Conquistado por FI a EM     |
| Val-d'Oise                  | 10º                |         | Os Novos Democratas                                             | 55,76 / 100,00  | Conquistado por LND a EM    |
|                             |                    |         |                                                                 |                 |                             |
| Guadalupe                   | 1º                 |         | Esquerda diversa                                                | 74,04 / 100,00  | Conquistado por DVG a EM    |
| Guadalupe                   | 2º                 |         | Esquerda diversa (Partido Progressista Democrata de Guadalupe)  | 58,65 / 100,00  | Mantido por DVG             |
| Guadalupe                   | 3º                 |         | Esquerda diversa (Dissidente do Movimento Democrático)          | 52,12 / 100,00  | Mantido por DVG             |
| Guadalupe                   | 4º                 |         | Partido Socialista                                              | 100,00 / 100,00 | Mantido por PS              |
| Martinica                   | 1º                 |         | Esquerda diversa                                                | 62,90 / 100,00  | Mantido por DVG             |
| Martinica                   | 2º                 |         | Regionalista (Péyi-A)                                           | 63,50 / 100,00  | Conquistado por REG a DVG   |
| Martinica                   | 3º                 |         | Esquerda diversa (Partido Progressista de Martinica)            | 58,74 / 100,00  | Mantido por DVG             |
| Martinica                   | 4º                 |         | Regionalista (Péyi-A)                                           | 71,37 / 100,00  | Mantido por REG             |
| Guiana Francesa             | 1º                 |         | Regionalista (Movimento de Descolonização e Emancipação Social) | 56,53 / 100,00  | Conquistado por REG a DVG   |
| Guiana Francesa             | 2º                 |         | Esquerda diversa (Apoiado por França Insubmissa)                | 54,12 / 100,00  | Conquistado por DVG a EM    |
| Reunião                     | 1º                 |         | Partido Socialista                                              | 60,68 / 100,00  | Mantido por PS              |
| Reunião                     | 2º                 |         | Esquerda diversa (Por Reunião)                                  | 69,39 / 100,00  | Mantido por DVG             |
| Reunião                     | 3º                 |         | Direita diversa                                                 | 51,87 / 100,00  | Conquistado por DVD a LR    |
| Reunião                     | 4º                 |         | Esquerda diversa (O Progresso)                                  | 61,33 / 100,00  | Conquistado por DVG a LR    |
| Reunião                     | 5º                 |         | Esquerda diversa (Rézistan's Égalité 974)                       | 62,81 / 100,00  | Mantido por DVG             |
| Reunião                     | 6º                 |         | Por Reunião                                                     | 52,99 / 100,00  | Conquistado por PLR a LR    |
| Reunião                     | 7º                 |         | França Insubmissa                                               | 51,24 / 100,00  | Conquistado por FI a MoDem  |
| Saint-Pierre e Miquelon     | 1º                 |         | Arquipélago Amanhã                                              | 50,36 / 100,00  | Conquistado por AD a PRG    |
| Mayotte                     | 1º                 |         | Diverso                                                         | 66,58 / 100,00  | Conquistado por DIV a PS    |
| Mayotte                     | 2º                 |         | Os Republicanos                                                 | 59,24 / 100,00  | Mantido por LR              |
| São Martinho/São Bartolomeu | 1º                 |         | Em Marcha!                                                      | 67,21 / 100,00  | Conquistado por EM a LR     |
| Polinésia Francesa          | 1º                 |         | Tavini Huiraatira                                               | 50,88 / 100,00  | Conquistado por TH a UDI    |
| Polinésia Francesa          | 2º                 |         | Tavini Huiraatira                                               | 58,89 / 100,00  | Conquistado por TH a DVD    |
| Polinésia Francesa          | 3º                 |         | Tavini Huiraatira                                               | 61,32 / 100,00  | Mantido por TH              |
| Nova Caledónia              | 1º                 |         | Caledónia Ensemble                                              | 66,40 / 100,00  | Conquistado por CE a DVD    |
| Nova Caledónia              | 2º                 |         | Geração NC                                                      | 54,23 / 100,00  | Conquistado por CE a UDI    |
| Wallis e Futuna             | 1º                 |         | Em Marcha!                                                      | 50,11 / 100,00  | Conquistado por EM a DIV    |
|                             |                    |         |                                                                 |                 |                             |
| Emigração                   | 1º                 |         | Em Marcha!                                                      | 55,63 / 100,00  | Mantido por EM              |
| Emigração                   | 2º                 |         | Em Marcha!                                                      | 57,42 / 100,00  | Mantido por EM              |
| Emigração                   | 3º                 |         | Em Marcha!                                                      | 55,80 / 100,00  | Mantido por EM              |
| Emigração                   | 4º                 |         | Em Marcha!                                                      | 55,15 / 100,00  | Mantido por EM              |
| Emigração                   | 5º                 |         | Centrista diverso (Dissidente de Em Marcha!)                    | 57,26 / 100,00  | Conquistado por DIV a EM    |
| Emigração                   | 6º                 |         | Em Marcha!                                                      | 64,97 / 100,00  | Mantido por EM              |
| Emigração                   | 7º                 |         | Movimento Democrático                                           | 60,21 / 100,00  | Mantido por MoDem           |
| Emigração                   | 8º                 |         | União dos Democratas e Independentes                            | 50,58 / 100,00  | Mantido por UDI             |
| Emigração                   | 9º                 |         | Génération.s                                                    | 54,07 / 100,00  | Conquistado por G.s a DIV   |
| Emigração                   | 10º                |         | Em Marcha!                                                      | 63,58 / 100,00  | Mantido por EM              |
| Emigração                   | 11º                |         | Em Marcha!                                                      | 61,73 / 100,00  | Mantido por EM              |